# Iföverkens industrimuseum
Iföverkens industrimuseum är ett bruksmuseum i Bromölla.

## Bakgrund
Ifö-verken i Bromölla blev en viktig aktör inom svensk industri när det i början av 1900-talet blev tillåtet att installera vattenklosetter med anslutning till det kommunala avloppssystemet – i Malmö infördes detta 1908. Företaget började tillverka sanitetsprodukter som snabbt blev eftertraktade i takt med förbättrade hygienstandarder. Förutom sanitetsgods producerade Ifö-verken även eldfasta stenar för ugnar, cement, elektriska isolatorer, golvplattor, säkringar och mosaik, vilket gjorde företaget till en mångsidig industriproducent i regionen.

## Verksamhet
Museet, slog upp portarna 1996 och berättar historien om industriverksamheten från grundandet år 1887 fram till dagens moderna företag. Utställningarna visar både de tillverkningsmetoder som använts genom tiderna och exempel på produkter från olika perioder. 
Intill museet finns en keramisk ateljé där nutida konstnärer samarbetar med museet för att återskapa delar av det traditionella hantverket. Dessutom används en del av museets lokaler för tillfälliga konstutställningar.